# Mordechaj Bentow
Mordechaj Bentow (hebr.: מרדכי בנטוב, ang.: Mordechai Bentov, ur. 28 marca 1900 w Grodzisku Mazowieckim, zm. 18 stycznia 1985) – izraelski prawnik i polityk, w latach 1948–1949 minister pracy  i budownictwa, w latach 1955–1961 minister rozwoju, w latach 1966–1969 minister budownictwa, w latach 1949–1965 poseł do Knesetu z listy Mapam. Sygnatariusz Deklaracji niepodległości Izraela.
Był jednym z sygnatariuszy ogłoszonej 14 maja 1948 Deklaracji niepodległości Izraela.
W wyborach parlamentarnych w 1949 po raz pierwszy dostał się do izraelskiego parlamentu. Zasiadał w Knesetach I, II, III, IV i V kadencji.